# Willow Rosenberg
Willow Danielle Rosenberg, kallad Willow, är en rollfigur i den amerikanska tv-serien Buffy och vampyrerna som spelas av Alyson Hannigan.
Datorexperten Willow är Buffys bästa vän, men ses i början mest som ett nördigt bihang. Allt eftersom serien framskrider blir hon mer och mer aktiv och så småningom börjar hon även utforska häxkonsten.
Willow är under de första säsongerna kär i Xander, men eftersom Xander är förälskad i Buffy ser han bara Willow som ett andrahandsalternativ. Hon blir senare tillsammans med basisten Oz. Då Oz är varulv tillstöter komplikationer i förhållandet, vilket så småningom resulterar i att Oz flyttar från Sunnydale och lämnar Willow med ett brustet hjärta. Efter att Oz lämnat Sunnydale börjar Willow umgås mer och mer med Tara, som hon träffat i Wicca-gruppen. När Oz oväntat kommer tillbaka till Sunnydale för att försöka på nytt med Willow inser hon att hon blivit kär i Tara, vilket gör att Oz lämnar Sunnydale och serien för gott.
Under seriens gång utvecklas Willow till en mäktig häxa, men med den ökade förmågan följer också en risk för att missbruka magin, vilket Willow börjar göra. I säsong sex, när hennes flickvän Tara blir mördad, använder hon ond magi för att ta ut hämnd för hennes död. I samband med detta löper hon amok i Giles affär. Efter att Xander fått Willow att återvända till sin goda natur tar Giles med sig henne till England för rehabilitering. Där får hon umgås med andra häxor och lära sig mer om magins natur. Hon återvänder i början av säsong 7, nu återigen som en god häxa, och hjälper Scooby-gänget. Willow blir i säsong 7 ihop med en av de potentiella dråparna, Kennedy. Första gången de kysser varandra förvandlas Willow till Warren, killen hon mördade efter att han hade skjutit Tara.